# Trần Tấn Mới
Trần Tấn Mới (1920 – 1990) là một Anh hùng lực lượng vũ trang nhân dân, sĩ quan quân đội nhân dân Việt Nam hàm Thượng úy của lực lượng Tình báo Quốc phòng. Ông từng là đội trưởng Đội giao thông đường biển 128, cán bộ thuộc Cục Nghiên cứu Bộ Tổng Tham mưu.

## Tiểu sử
Trần Tấn Mới sinh năm 1920 tại xã Duy Phước, huyện Duy Xuyên, tỉnh Quảng Nam. Tháng 10 năm 1945, ông tham gia Vệ quốc đoàn, làm nhiệm vụ chuyên chở vũ khí, tài liệu cho Liên khu 5, đến năm 1949 thì bị thương nên phải xuất ngũ. Về quê, ông vẫn tích cực tham gia hoạt động du kích. Năm 1954, ông được cấp ủy địa phương giao nhiệm vụ chở cán bộ theo đường biển từ Hội An vào cảng Quy Nhơn để từ đây tập kết ra Bắc. Đầu năm 1956, khi tổ chức bị quân địch phát hiện, Thị ủy Hội An quyết định cử ông dùng thuyền chở cán bộ vượt tuyến ra miền Bắc.
Vào thập niên 1950, ngành tình báo quyết định tổ chức lực lượng giao thông thủy gồm nhiều tổ thuyền, đến năm 1956, 2 tổ thuyền đầu tiên được thành lập lấy tên là Thống Nhất và Trung Hòa. Đây cũng là thời gian Đội thuyền 128 được thành lập. Từ những năm 1965 đến 1973, Trần Tấn Mới cùng đội đã làm nhiệm vụ đưa đón cán bộ ra, vào hoạt động tại vùng địch và thu thập tin tức, giấy tờ, tài liệu. Ông đã 35 lần đưa cán bộ vào hoạt động trong vùng địch an toàn. Trần Tấn Mới đã được tặng thưởng Huân chương Chiến công hạng Nhất và 3 lần được tặng danh hiệu Chiến sĩ Quyết thắng, 7 bằng khen và giấy khen. Ngày 31 tháng 12 năm 1973, Trần Tấn Mới được Nhà nước Việt Nam Dân chủ Cộng hòa tặng danh hiệu Anh hùng lực lượng vũ trang nhân dân. Trước đó, vào ngày 25 tháng 8 năm 1970, Đội giao thông tình báo trên biển 128 cũng đã được phong tặng danh hiệu này.

## Khen thưởng
- Anh hùng lực lượng vũ trang nhân dân (1973).
- Huân chương Chiến công hạng Nhất.